# Johan Wegelin (affärsman)
Johan Wegelin, född 5 juni 1711 i Riga i svenska Livland, död 10 juli 1788 på Marielunds sätesgård, Funbo socken utanför Uppsala i Uppland, var en svensk körsnär, grosshandlare, sockerbruksfabrikör och brukspatron.

## Biografi
Johan Wegelin (1711-1788) föddes i Riga som son till Anton Wegelin i den borgerliga släkten Wegelin och Elisabeth Sticht. Som vuxen flyttade han till Stockholm, där han först var körsnär och senare grosshandlare. År 1771 köpte han Uttersbergs bruk och Skärviken, båda i Skinnskatteberg. Sedan tidigare ägde han egendomen Marielunds sätesgård i Funbo socken i Uppland samt hus och sockerbruk i Stockholm. Han var i sitt andra äktenskap var han gift med Hedvig Schméer (1737-1791) och på så sätt var han svåger med Jacob Schütz (1709-1771), handelsborgmästare i Göteborg, direktör i Ostindiska kompaniet och riksdagsman, och med Daniel Pettersson (1720-1802), rådman och borgmästare i Göteborg.
"Dottern Hedvig Wegelin (1766-1842) var gift med brukspatron Jacob Niclas Tersmeden medan sonen Johan Hindrich Wegelin (1768-1856), även kallad Sockerbrukspatronen, övertog faderns bruk, sockerbruk och handelsfirma liksom förmodligen andelen i Västindiska kompaniet. Johan H Wegelin inköpte Schisshyttans bruk, Rämshyttan samt Ulvsunda gård i Stockholm."
"Kommerserådet och grosshandlaren Johan G Wegelin (1768-1843), som var kusinbarn till Johan Hindrich Wegelin som son till Georg Wegelin, bedrev affärer tillsammans med sin släkting i firman Wegelin & Co. Han var också medlem av direktionen för Göta kanalverk från början till 1828, fullmäktig i Riksbanken 1805-10 och i Riksgäldskontoret 1812-29. Georg Wegelin flyttade också från Riga till Stockholm i likhet med sin farbror Johan Wegelin. Vid hans död ärvdes bruken av dottern Johanna Charlotta Wegelin (1814-1873) och hennes man Carl Fredrik Knut Nieroth (1804-1873). Innan sin död sålde paret Uttersbergs bruk och andra egendomar."
Johan Wegelins farfar Anton Wegelin var den förste kände släktmedlemmen och han var 1665 borgare i det då svenska Riga i Svenska Livland. Han var körsnärsmästare och blev 1685 ålderman eller äldste som vald föreståndare för sitt skrå för de borgare som var hantverkare, han dog senast 1707. Anton Wegelin hade två söner, av vilka den yngre också hette Anton, var född 1678 och blev likaledes körsnär i Riga. Dennes son var Johan Wegelin, som var född 1711.

## Verksamheter
Johan Wegelin utvandrade 1733 till Stockholm, men fortsatte ut i Europa och besökte flera länder, från Polen i öster till England och Frankrike i väster. Sedan återvände han till Riga, men kom på hösten 1737 åter till Stockholm. Där ingick han ett år senare äktenskap med en körsnärsänka Anna Brandel, född Öhman. Detta äktenskap var ekonomiskt förmånligt för honom, då han upprättade och utvidgade den tidigare rörelsen. År 1738 blev han körsnärsmästare, fick borgarbrev 1740 med rättighet att bedriva näringsverksamhet, handel eller hantverk i Stockkholm. År 1742 blev han bisittare i körsnärsämbetet för de borgare som var hantverkare. Han var även församlingsföreståndare för Tyska kyrkan i Stockholm och ryttmästare i borgerskapets kavalleri.

## Redare
Johan Wegelin var också redare, det vill säga att han var "herre över driften av ett fartyg", antingen ensam eller tillsammans med andra handelsmän. År 1763 var han intressent i åtta handelsfartyg om tillsammans mer än 1000 skeppsläster. "Skeppsläst" är ett gammalt storleksmått för fartyg. Den exakta innebörden har varierat men i Sverige fastställdes måttet 1726 genom ett kungligt beslut att en läst skulle vara en vikt motsvarande 18 skeppspund, vilket är cirka 2 450 kg. Det kan nämnas att det fanns ännu en "läst" om till exempel 18 tunnor spannmål, vilket var cirka 1 600 kg. Skeppslästen upphörde 1874 som officiellt rymdmått, då skeppsmätningssystemet som använder måttet registerton infördes. Ännu på 1770-talet hade han kvar några handelsfartyg, men vid stickprov i mitten på 1780-talet har han ej återfunnits.

## Pälshandelsrörelse
Hans rörelse med pälsvaror utskeppades och såldes i hela Europa. Redan 1746 hade Wegelin lagt grunden till ett betydande handelshus, det vill säga ett fristående bolag som driver utrikeshandel i egen regi. Samma år besökte han vid en ny utlandsresa några platser, som var av betydelse för hans affärer, såsom Lübeck, Hamburg, Leipzig och Berlin. Hans rörelse utvecklades efter hand till en allmän nederlagsplats för Nordens pälsvaror. År 1763 överlät han sin handelsrörelse pälshandelsrörelse till en släkting Georg Wegelin, som också var bosatt i Stockholm. Han avstod då också sitt burskap. Han blev då i stället medlem i grosshandelssocieteten i Stockholm och verkade en tid som grosshandlare. Han inskränkte med tiden sin handelsrörelse och avsade sig sitt burskap som grosshandlare. Han vistades ofta i Uttersbergs bruk i Skinnskattebergs bergslag i Västmanland, som han hade inköpt 1771. Dock fortsatte han att mantalsskkriva sig i Stockholm, han ägde där fastigheter på Själagårdsgatan och Västerlånggatan, båda i Gamla stan. Nu blev han brukspatron och fullt hemmastadd i bruksrörelsen. Under hans ledarskap fick Uttersbergs bruk stort anseende såväl till anläggningar och byggnader som till tillverkningen. För de underlydandes väl sörjde han också. På platsen för herrgårdsbyggnaden i Uttersberg fanns en större byggnad som troligen uppfördes i början av 1600-talet. Nuvarande herrgård stod färdig 1836, byggherren var Johan Wegelins son brukspatron Johan Henrik Wegelin (1758-1843). Av Uttersberg bruk och hytta finns det kvar ruiner efter kolhus och smedja samt vattenkanal, stall, ladugård, mejeri, arbetarbostäder och herrgården.

## Brukspatron

### Marielunds gods
Johan Wegelin, som var brukspatron, ägde Marielunds gods, idag en ort i Funbo socken i Uppland, som ligger 15 km öster om Uppsala vid sjön Trehörningen. Marielund omfattades då även den tidigare småorten Selknä. Marielunds herrgård hette förut Lund. Den blev frälsegods 1411. Det byggdes 1631. Godsets huvudbyggnad är ett stenhus i två våningar från 1600-talets förra hälft, och ett trapptorn finns. Stenhuset byggdes 1631 och genomgick 1897 en grundlig reparation. Marielund, som före 1781 kallades Lund, tillhörde Vasaättens arvegods och förlänades i början av 1600-talet till Nils Chesnecopherus (1574-1622), en svensk ämbetsman och matematiker. Han var född i Ekeby prästgård i Ekeby socken i Närke. År 1629 förlänades Marielund till hans måg överste Jakob Forbes af Lund (1580-1656), som var född i Aberdeen i Irland och var överste för ett värvat skotskt regemente i svensk tjänst 1647. Jakob Forbes introducerades 1631 på Riddarhuset under släktnamnet Forbes af Lund (Forbes af Lund nr 174 Tab 2) och begravdes i Funbo kyrka i Funbo socken. Hans son sålde 1686 Lund (Marielund), som före 1781 kallades Lund, som sedan gick genom många händer; 1781 såldes det till majoren K. J. Didron, efter vars hustru det fick namnet Marielund. På 1880-talet köptes godset av bergmästaren K. F. Nordensson. Det tillhörde sedan hans måg kaptenen Fredrik Ridderbjelke, som var delägare och disponent till Marielunds gods, och disponenten Hugo Brundin på Gimo. Marielund i Funbo är idag känt för sin välbevarade sommarvillabebyggelse från början av 1900-talet, särskilt längs sjön Trehörningens norra strand. Området är ett kommunalt kulturmiljöområde och en del av den historiska Upsala-Lenna Jernväg, som ofta kallas "Lennakatten", idag bedriver museitrafik. Banan, som är 33 kilometer lång och smalspårig med spårvidden 891 millimeter, trafikeras sommartid med ångloks- eller dieselloksdragna tåg samt rälsbussar. Marielund har även en rik historia med Marielunds gård, ett stenhus från 1600-talet, och en genuin bymiljö med en handelsbod och pensionat.

### Uttersbergs bruk
Wegelin var även ägare till Utterbergs bruk och Skärviken, båda i Skinnskatteberg i Skinnskattebergs socken. Både Uttersbergs bruk och Skärviken är gamla bruksorter som ligger i Skinnskatteberg i Västmanlands län. Skinnskatteberg är känt för sin vackra natur med djupa skogar och fiskrika sjöar. Uttersbergs bruk grundades på 1600-talet. Det var en gång ett modernt järnbruk, men lades ner på 1920-talet efter första världskriget. Idag finns herrgården och arbetarbostäder kvar, och området är en del av ett nätverk av platser som berättar om Bergslagens industrihistoria, som är djupt sammanflätad med Sveriges historia och präglas av gruvdrift och metallframställning. Utom Uttersbergs bruk ägde Johan Wegelin säterierna Hallkved herrgård och Marielunds sätesgård, båda i Funbo socken i Uppland. Det var på Marielunds gård som han avled 1788 och han ligger begraven i eget gravkapell på Funbo kyrkogård. Hans förmögenhet var ansenlig. Bouppteckningen redovisade tillgångar på nära 220 000 riksdaler.

### Ägare till Kammeckers malmgård
Vidare var Johan Wegelin ägare av en malmgård på Ladugårdslandet, malmgården hette Kammeckers malmgård (1. Kammeckers malmgård) och den låg vid dagens Nybrogatan 75-77 på Östermalm, som på 1700-talet hette Ladugårdslandet. Malmgården med sin påkostade trädgård var vida känd. Malmgårdens byggherre var bagarmästaren Joachim Kammecker. Han uppförde år 1710 åt sig och sin familj en malmgård vid Seved Bååtsgatan 33, ungefär nuvarande Nybrogatan 77, hörnet med Östermalmsgatan. Till egendomen hörde en magnifik barockträdgård som utbredde sig väster om malmgården. Här fanns alléer och ett tonprydd lusthus. Nuvarande Nybroviken hette på 1700-talet Ladugårdsviken. Ladugårdslandet, som senare blev Östermalm, var ett område där många malmgårdar låg, blandade med bostäder och militära anläggningar. År 1763 anlades här ett sockerbruk, som sedermera blev känt som det Brandelska sockerbruket, som hade grundats av Fredrik Brandel (1734-1828). Tjugo år senare, 1783, såldes sockerbruksbyggnaden till Kongl. Maj:t Bränneridirektionen varvid sockerfabrikationen vid Brandelska sockerbruket lades ned. Senare, mellan 1786 och 1818 bedrev de på malmgården tobaksodling i stor skala. Sockerbrukets byggnader nyttjades även som spannmålsmagasin, kolerasjukhus och förråd. Sockerbrukets byggnad revs 1904 och bebyggelsen vid malmgården revs 1907. På platsen uppfördes Hemgården, Sveriges första kollektivhus, ritat av arkitektkontoret Hagström & Ekman.

### Ägare till Södermalms sockerbruk på Bastugatan
Johan Wegelin var även ägare till ett sockerbruk på Södermalm i Stockholm, "Södermalms sockerbruk" på Badstugatan, vilket sonen Johan Henrik Wegelin övertog efter hans död. "Sockerbrukshanteringen i huvudstaden tillhörde ännu under första hälften av 1700-talet småindustriens område. Raffineringen av råsocker bedrevs då av många enskilda idkare, vilka hade sina små "handbruk", som de sedan kallades i motsats till senare tiders sockerbruk, där maskinarbetet till större delen ersätter den manuella hanteringen. Inom huvvudstaden funnos flere fastigheter, med vilkas äganderätt "sockerbruksprivilegier" var förenade. "Handbrukena" synes ha burit sig bra, det var inte underligt heller, för de var en lång tid igenom skyddade av ett importförbud för raffinerat socker. Flertalet av deras ägare har blivit förmögna män. Till Johan Wegelins son, Johan Henrik Wegelin, sålde intressenterna den 1 juni 1795 fastigheten "med Sockerbruks Privilegier, Inventarier och Redskap". Brukspatron Wegelin bedrev rörelsen för egen räkning till 1812, då han enligt köpeavtal av den 8 februari sålde bruket till hr Jacob Gödecke, som den 1 april 1812 tillträdde egendomen, alltjämt fortsättande sockerbruksrörelsen. Det var Freundt, som egentligen omdanade det gamla sockerbruket vid Badstugatan eller "Södermalms sockerbruk", som det kallades alltsedan den Wegelinska tiden. Större delen af fastigheten ombyggdes och nybyggdes."

## Aktieinnehav
Wegelin var en av de aktieinnehavare i Sverige som under 1700-talet gjorde direkta förtjänster på den företagna slavhandeln i Västindiska kompaniet.

## Familjeförhållanden
Johan Wegelin var gift två gånger, först med Anna Öhman och efter hennes död 1762 gifte han sig med Hedvig Hindrichdotter Schméer i december 1763. Hans andra hustru, Hedvig Schméer var dotter till en grosshandlare i Stockholm Johan Henrik Schméer, överlevde mannen till 1794 och är begraven i Wegelinska gravkapellet i Funbo. Tillsammans hade de fyra döttrar, av vilka två avled i unga år, samt sonen Johan Henrik Wegelin (1768-1843). I äktenskapet med Hedvig Schméer överlevde tre barn, sonen Johan Hindrich (Johan Henrik Wegelin) samt de två döttrarna Maria Elisabeth och Hedvig. Sonen Johan Henrik Wegelin (1768-1856) övertog sockerframställningsverksamheten efter hans död, vidare var han brukspatron och grosshandlare. Dottern Hedvig Wegelin (1766-1842) gifte sig med den förmögne brukspatronen Jacob Niclas Tersmeden, och dottern Maria Elisabeth gifte sig med Carl Johan Didron i adelsätten Didron.